# 阿塔肯特
阿塔肯特是土耳其的城鎮，由梅爾辛省負責管轄，位於該國南部，距離首府梅爾辛67公里，海拔高度15米，主要經濟活動有旅遊業和農業，2011年人口6,070。